# Peter Nestler
Peter Nestler (Friburgo de Brisgovia, 1 de junio de 1937) es un director de cine documental alemán. Ha tenido muchos oficios: obrero, marinero, guarda forestal, actor, realizador de programas de televisión, pintor y cineasta.

## Biografía
Peter Nestler, hijo de un oficial alemán y una madre sueca, asistió a un internado hasta 1953. Luego trabajó durante un tiempo en la empresa de plásticos de su padre y se hizo a la mar durante dos años. Estudió pintura en la Academia de Bellas Artes de Múnich e imprenta en Stuttgart. 
A partir de 1959 trabajó como actor. En la película Eine hübscher als die anderen (1961) fue el actor principal junto a Heidi Brühl. También trabajó ocasionalmente como actor de doblaje durante este tiempo.
Empezó haciendo documentales sobre la modernización de la Alemania rural. En 1962 realizó su primer documental, Am Siel. Por Aufsätze (1963) recibió el premio de cine cultural del Ministerio Federal del Interior. Su película Von Griechenland (1965), en la que recorría la historia del nazismo en Grecia, fue vetada por las televisiones alemanas, lo que le llevó a exiliarse a Suecia en 1967. Allí, país donde nació su madre y donde en ese momento gobernaban los socialdemócratas, encontró más libertad creativa.
En Suecia, trabajó primero como obrero forestal. En 1968 se convirtió en empleado permanente del 2º canal de Sveriges Radio-Television. Trabajó principalmente en programas infantiles y juveniles.En Suecia realizó unas cuarenta películas y documentales junto a su mujer Zsoka desde 1967 a 1986. Varios de estos documentales fueron para la televisión y se relacionaban con actividades como la fabricación del vidrio, el papel o el acero, siempre con un enfoque ideológico crítico. Sus obras tratan en particular la historia económica y social, el trabajo, el neofascismo, la opresión, la guerra o la emigración. A menudo filma obras de arte y mezcla imágenes de diversa naturaleza: fotografías, imágenes de archivo, entrevistas, paisajes filmados.
Realizada para la televisión sueca, y cancelada un día antes de su emisión, Lördags Chile (1974) es una historia del país sudamericano hasta el golpe militar de Pinochet. Está construida casi en su totalidad por fotografías, sobre las que una voz femenina y otra masculina analizan los procesos políticos y económicos que asfixiaron el gobierno de Salvador Allende y llevaron al golpe. Comienza con dos minuntos y medio de pantalla negra, sobre la que suena una canción militante.

## Repercusión
Desde 2016 es miembro de la Academia de las Artes de Berlin.
Su trabajo ha sido objeto de numerosas retrospectivas a nivel internacional en instituciones tan reconocidas como el Lincoln Center de Nueva York o la Tate Modern de Londres. Jean-Marie Straub lo calificó en 1968 como «el cineasta más importante de Alemania desde la guerra». Desde 2016 es miembro de la Academia de las Artes de Berlín.

## Filmografía
- Am Siel,  1962
- Aufsätze, 1963
- Ödenwaldstetten,  1964
- Mülheim/Ruhr, 1964
- Von Griechenland,  1965
- Ein Arbeiterclub in Sheffield,  1965
- Rheinstrom,  1965
- (I Ruhromradet) 1967
- Sightseeing,  1968
- Warum ist Krieg? (Varför är det krig ?), 1969
- I Budapest,  1967
- Zigeuner sein (Être tzigane), 1970
- Über das Aufkommen des Buchdrucks,  1971
- Fos-sur-Mer,  1972
- Bilder von Vietnam,  1972
- Lördags Chile,  1974
- Mein Land,  1981
- Die Folgen der Unterdrückung,  1982
- Gefährliches Wissen (Farlig Kunskap),  1983
- Das Warten (Väntan), 1984
- Die Judengasse,  1988
- Die Nordkalotte,  1990
- Die Hasen fangen und braten den Jäger,  1994
- Tod und Teufel (La mort et le diable),  2009
- Liknelsen om Sadden,  2011
- Die Hohlmenschen,  2015